# 호흐반게젤샤프트

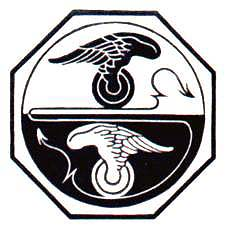
1907년부터 사용한 호흐반게젤샤프트의 로고

호흐반게젤샤프트(독일어: Hochbahngesellschaft)는 베를린 전기 고가 및 지하철도 회사(Gesellschaft für elektrische Hoch- und Untergrundbahnen in Berlin)의 자체적인 영업 명칭이었다. 1897년 4월 1일 베를린 지하철의 건설과 운영을 담당하기 위해서 지멘스 운트 할스케 및 도이체 방크에서 출자했다. 자체적인 노선 외에도 쇠네베르크 지하철, 빌머스도르프-달렘 지하철, 베를린 남북 도시철도, GN 도시철도 구간의 일부를 운영했다.
이외에도 바르샤우어 브뤼케역에서 프리드리히스하인, 리히텐베르크 지역으로 운행했던 노면 전차 노선(Flachbahn)과 버스 노선 두 개를 운영했다.

## 파산
베를린 시에서는 통합된 공공 대중교통 서비스를 위해서 1926년/1927년 호흐반게젤샤프트를 포함한 다양한 교통 회사의 주식을 인수하여 대주주가 되었다. 그러나 회사가 합병되면 새로운 회사 주식을 보유하고 있었던 민간 주주가 계속 남아 있기 때문에 법인세 및 부유세 면제 혜택을 받을 수 없었다. 따라서 회사를 공개 매각하고 청산하는 방식을 선택했다. 1929년 1월 1일 호흐반게젤샤프트는 시설과 차량을 새로 설립된 오늘날의 베를린교통공사의 전신인 베를린 교통 주식회사(Berliner Verkehrs-A.G.)에 매각했다. 회사 청산 자체는 1931년까지 이어졌다.

호흐반게젤샤프트의 대표는 파울 비티히(Paul Wittig)였으며, 그는 단독 이사로 취임했다가 나중에는 이사회 의장으로 활동했다.

## 참고 문헌
- Geschäftsberichte der Hochbahngesellschaft, 1897–1928.
- Paul Wittig: Zur Geschichte der Hochbahngesellschaft. Berlin 1925.